# دانييل لحود
دانيال لحود مارتينيز (بالإسبانية: Daniel Lajud Martínez) هو لاعب كرة قدم لبناني من أصل مكسيكي، وُلد في 22 يناير 1999. يلعب في مركز الجناح أو صانع الألعاب، ويلعب حاليًا في صفوف نادي بانيتوليكوس اليوناني، كما يُمثل منتخب لبنان لكرة القدم على المستوى الدولي. نشأ لحود في المكسيك وبدأ مسيرته الاحترافية هناك، قبل أن يختار تمثيل بلده الأم لبنان في المنافسات الدولية.
بدأ دانيال لحود مسيرته الكروية من خلال الفئات السنية لنادي مونتيري، حيث خاض أولى مبارياته في الدوري المكسيكي الممتاز وسجّل هدفًا في ظهوره الأول عام 2018. أُعير لاحقًا إلى نادي كيريتارو وبويبلا، وهما أيضًا من أندية الدوري المكسيكي الممتاز، خلال عام 2019. وفي عام 2020، انضم إلى نادي تامبيكو ماديرو الذي ينافس في دوري التوسعة المكسيكي، وتُوج معه بلقب بطولة “غارديانيس 2020”. وبعد موسم قضاه مع فريق رايا2، الفريق الرديف لمونتيري، انتقل لحود إلى نادي أتلانتي في عام 2022، حيث فاز معه بلقبي أبرتورا 2022 وكلوسورا 2024.

## المسيرة مع الأندية

### مونتيري والإعارات
انضم لاجود إلى أكاديمية شباب نادي مونتيري عام 2014، حيث تقدم خلال فرق تحت 15، وتحت 17، وتحت 20 سنة. سجل اسمه ضمن الفريق الأول لمونتيري في بطولة كوبا إم إكس شتاء 2018، وشارك في أول مباراة رسمية له بتاريخ 20 فبراير 2018، في فوز 2–1 على فريق دورادوس. ظهر لأول مرة في دوري الدرجة الأولى المكسيكي (ليغا إم إكس) في 20 أكتوبر 2018، عندما دخل كبديل في الدقيقة 72 وسجل هدف الفوز في الدقيقة 84 خلال مباراة انتهت بفوز مونتيري 2–1 على تولوكا.
في يناير 2019، أعير لاجود إلى فريق كييراتارو في دوري التوسعة المكسيكي، وبعد ستة أشهر انتقل إلى فريق بويبلا على سبيل الإعارة. في يناير 2020، انتقل على سبيل الإعارة إلى فريق تامبيكو ماديرو، حيث ساهم في الفوز بلقب دوري الحراس 2020. خلال موسم 2021–22، لعب مع فريق رايا 2، الفريق الرديف لمونتيري في دوري التوسعة المكسيكي. في صيف 2022، أنهى ارتباطه بنادي مونتيري.

### أتلانتي
في 28 يونيو 2022، انضم لاجود إلى نادي أتلانتي. شارك في أول مباراة له بعد يومين كبداية أساسية، في فوز 3–0 على أتلتيكو لا باز؛ وبعد نهاية اللقاء عرض الزواج على صديقته. سجل أول هدف له مع أتلانتي في 13 يوليو في مباراة فاز فيها فريقه 3–1 على كانكون. وحقق هاتريكين متتاليين، الأول في الفوز 5–0 على تلاكسكالا، والثاني في التعادل 2–2 مع سيمارونيس دي سونورا في 5 و8 سبتمبر على التوالي. بعد الفوز على فريق سلايا في النهائي، ساهم لاجود في تتويج أتلانتي بلقب أبيرتورا 2022.
في أول جولة من موسم كلاوسورا 2023، سجل لاجود هدفين في الفوز 4–0 على أليبرخيس دي أوخاكا بتاريخ 5 يناير. كما سجل هدفين آخرين في الفوز 3–0 على مينيروس دي زاكاتيكس في 31 يناير. أنهى أتلانتي الموسم في نصف النهائي، وسجل لاجود 13 هدفاً خلال 39 مباراة في موسم 2022–23.
في موسم 2023–24، أحرز لاجود ثمانية أهداف في 36 مباراة، وساعد الفريق على إنهاء أبيرتورا 2023 في المركز الثاني، وتوج مع الفريق بلقب كلاوسورا 2024.

### بانيتوليكوس
في 2 أغسطس 2024، وقع لاجود عقداً لمدة عامين مع نادي بانيتوليكوس اليوناني في الدوري الممتاز.

## المسيرة الدولية
في 19 سبتمبر 2022، حصل على جواز سفر لبناني ليتمكن من اللعب مع المنتخب اللبناني. استدعى المدرب ألكسندر إيليتش لوجوده في تشكيلة المنتخب اللبناني قبل المباراة الودية أمام الكويت في دبي، الإمارات العربية المتحدة، بتاريخ 19 نوفمبر 2022. شارك في المباراة أساسياً، والتي انتهت بهزيمة لبنان 0-2. في ديسمبر 2023، أُدرج اسمه في تشكيلة لبنان المشاركة في كأس آسيا 2023.

## أسلوب اللعب
يُعتبر لعود لاعب جناح أيسر في المقام الأول، لكنه يستطيع أيضاً اللعب كلاعب وسط مهاجم. يُعرف بسرعته وتسديداته القوية من مسافات متوسطة.

## الحياة الشخصية
وُلد لحود في المكسيك وهو من أصول لبنانية من جهة والده. استُدعي لتمثيل منتخب لبنان في عام 2022، وشارك معه في نهائيات كأس آسيا 2023. أخوه رودريغو هو أيضًا لاعب كرة قدم. في 30 يونيو 2022، قدّم لحود عرض الزواج لصديقته في استاد سيوداد دي لوس ديبورتيس، ملعب أتلانتي، بعد ظهوره الأول مع النادي.

## الإحصاءات المهنية

### الأندية[10]
| النادي                 | الموسم        | الدوري                  | الدوري    | الدوري  | كأس المكسيك | كأس المكسيك | الإجمالي  | الإجمالي |
| النادي                 | الموسم        | الدرجة                  | المباريات | الأهداف | المباريات   | الأهداف     | المباريات | الأهداف  |
| ---------------------- | ------------- | ----------------------- | --------- | ------- | ----------- | ----------- | --------- | -------- |
| مونتيري                | 2017–18       | الدوري المكسيكي الممتاز | 0         | 0       | 2           | 0           | 2         | 0        |
| مونتيري                | 2018–19       | ليغا إم إكس             | 1         | 1       | 8           | 4           | 9         | 5        |
| مونتيري                | 2019–20       | ليغا إم إكس             | —         | —       | —           | —           | 0         | 0        |
| مونتيري                | 2020–21       | ليغا إم إكس             | —         | —       | —           | —           | 0         | 0        |
| مونتيري                | 2021–22       | ليغا إم إكس             | 0         | 0       | —           | —           | 0         | 0        |
| مونتيري                | المجموع       | المجموع                 | 1         | 1       | 10          | 4           | 11        | 5        |
| كويريتارو (إعارة)      | 2018–19       | ليغا إم إكس             | 3         | 0       | 4           | 1           | 7         | 1        |
| بويبلا (إعارة)         | 2019–20       | ليغا إم إكس             | 1         | 0       | 3           | 0           | 4         | 0        |
| تامبيكو ماديرو (إعارة) | 2020–21       | دوري التوسعة المكسيكي   | 38        | 6       | —           | —           | 38        | 6        |
| رايا2 (إعارة)          | 2021–22       | دوري التوسعة المكسيكي   | 25        | 2       | —           | —           | 25        | 2        |
| أتلانتي                | 2022–23       | دوري التوسعة المكسيكي   | 39        | 13      | —           | —           | 39        | 13       |
| أتلانتي                | 2023–24       | دوري التوسعة المكسيكي   | 36        | 8       | —           | —           | 36        | 8        |
| أتلانتي                | المجموع       | المجموع                 | 75        | 21      | 0           | 0           | 75        | 21       |
| المجموع الكلي          | المجموع الكلي | المجموع الكلي           | 143       | 30      | 17          | 5           | 160       | 35       |

### المنتخبات[11]
| المنتخب | السنة   | المباريات | الأهداف |
| ------- | ------- | --------- | ------- |
| لبنان   | 2022    | 2         | 0       |
| لبنان   | 2023    | 3         | 0       |
| لبنان   | 2024    | 8         | 0       |
| لبنان   | 2025    | 1         | 0       |
| المجموع | المجموع | 14        | 0       |

## الألقاب
تامبيكو ماديرو
- دوري التوسعة المكسيكي: غارديانيس 2020

أتلانتي
- دوري التوسعة المكسيكي: أبرتورا 2022، كلاوسورا 2024.